# Smidstrup (Rungsted Sogn)
 For alternative betydninger, se Smidstrup. (Se også artikler, som begynder med Smidstrup)
Smidstrup er en ældre bebyggelse mellem Vedbæk og Rungsted i Nordøstsjælland. Smidstrup hørte oprindelig under Birkerød Sogn, men ved reskrip af 14. januar 1784 blev Hirschholm Sogn udskilt som annexsogn til Søllerød præstekald og med Hørsholm Kirke som sin kirke. Ved reskript af 1. maj 1790 blev bestemt, at Hirschholm Sogn skulle være et selvstændigt sogn med egn præst. I 1971 blev Rungsted Sogn udskilt som et eget sogn.

## Historie
Smidstrup går tilbage til middelalderen. Endelsen -strup (-torp) viser, at der er tale om en udflytterbebyggelse.
I 1682 var Smidstrup en landsby bestående af 5 gårde, 7 huse med jord og 1 hus uden jord. Det samlede dyrkede areal udgjorde 33,6 tønder land skyldsat til 13,51 tønder hartkorn.
I midten af 1800-tallet oplyses, at i "Smidstrup drives noget Fiskeri". Da kystbebyggelsen bredte sig langs Øresund i anden halvdel af 1800-tallet, medførte det, at Smidstrup bebyggelsesmæssigt var forenet med Vedbæk allerede omkring århundredeskiftet. Anlæggelsen af Kystbanen med station ved Vedbæk medførte, at området mellem Kystbanen og Øresund, herunder det meste af Smidstrupgårds jorder, blev bebygget.